# Agadir (granaio)
Un agadir (in lingua tashelhit ⴰⴳⴰⴷⵉⵔ, plurale: igudar o iguidar, "muro" o "complesso fortificato") è un granaio comunale fortificato del Maghreb. Alcuni di questi risalgono al X secolo. Queste strutture sono tipicamente composte da un granaio ubicato in una cittadella e si trovano in luoghi rocciosi ed elevati per proteggere le fattorie e il bestiame circostanti dai nemici. Oltre ai cereali raccolti, le comunità amazigh che abitavano nel sud montuoso del Marocco usavano queste strutture per conservare tutti i tipi di oggetti di valore, inclusi atti e documenti, denaro, gioielli, vestiti, tappeti e talvolta vestiti e munizioni.

## Nome
Il termine Agadir proviene dal berbero, preso in prestito dal fenicio 𐤀𐤂𐤃𐤓, che significa "muro", o (per metonimia) "roccaforte". La parola agadir è comune nei toponimi nordafricani, come Agadir, in Marocco, e anche le città di Cadice e Gedera sono etimologicamente correlate. La parola al-Makhzen (المخزن‎), usata per riferirsi all'apparato statale marocchino, significa anche magazzino, ma in arabo.

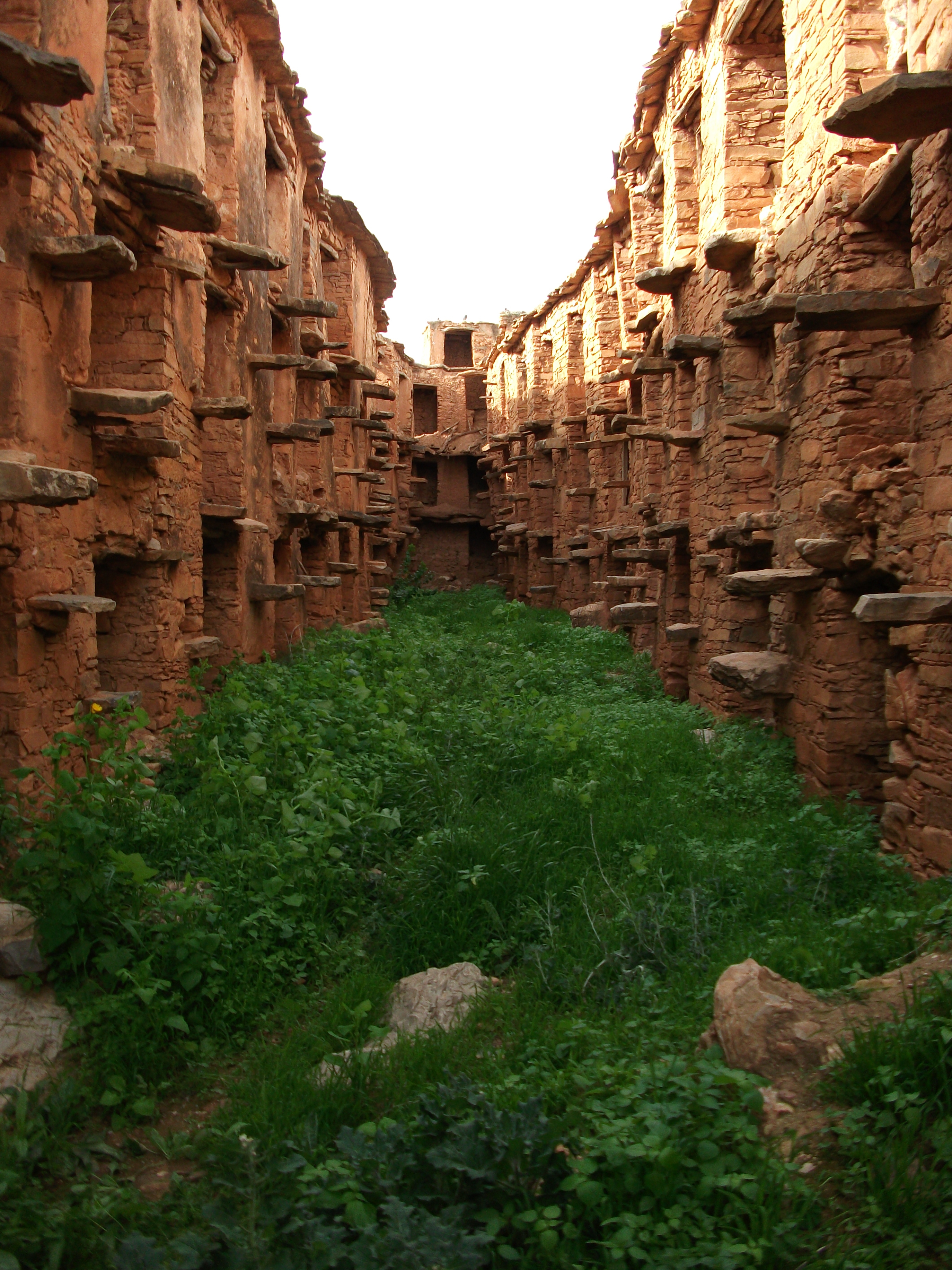
L'agadir di Imi'm Korn
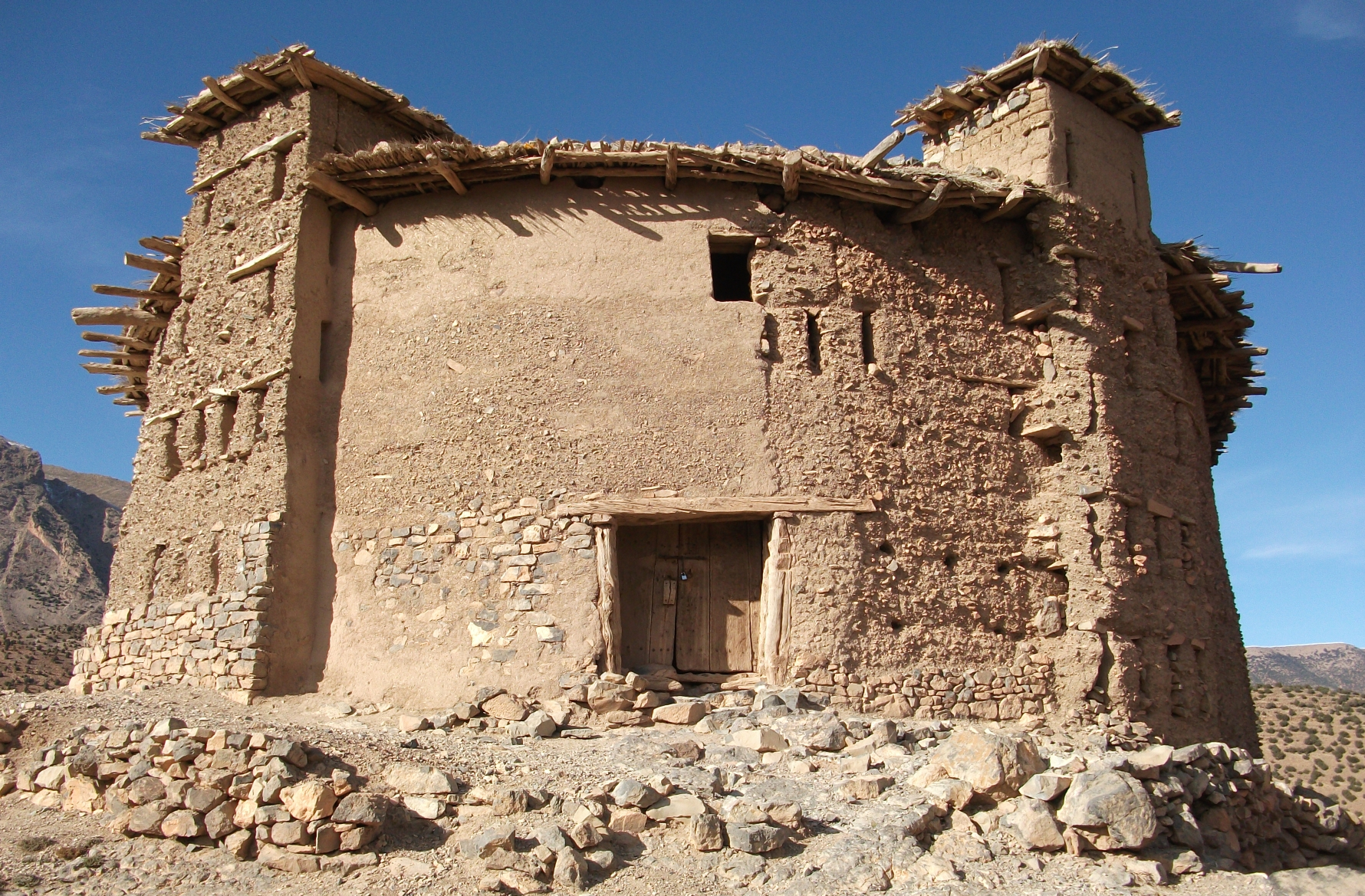
Agadir di Sidi Moussa
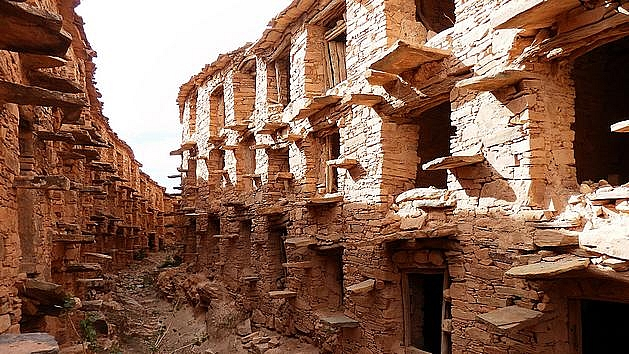
L'agadir Inoumar nella regione di Souss-Massa
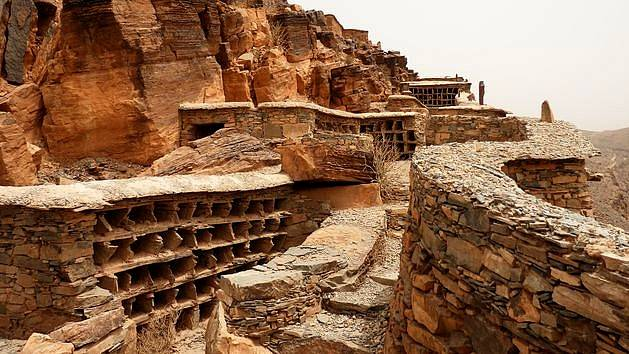
L'agadir Id Aissa vicino ad Amtoudi